# Mustafa Kemal Atatürk
Kemal Atatürk (Mustafá Kemal Pashá hasta 1934, Kamâl Atatürk entre 1935 y 1937, comúnmente referido como Mustafá Kemal Atatürk; Salónica, c. 1881-Estambul, 10 de noviembre de 1938) fue un militar con el rango de mariscal de campo y célebre estadista turco, así como el fundador y primer presidente de la República de Turquía. Mustafá Kemal se consagró como general de renombre que permitió la victoria turca en la batalla de Galípoli. Años después, tras la derrota del Imperio otomano y la ocupación de Constantinopla entre 1918 y 1923 a manos de la Entente y la partición del Imperio otomano, Mustafá Kemal encabezó el Movimiento Nacional turco, que desembocaría en la guerra de Independencia turca o Kurtuluş Savaşı —«Guerra de Liberación»—. Sus brillantes campañas militares condujeron a la liberación del país y al establecimiento de la República de Turquía. Como primer presidente de la República, Mustafá Kemal impuso una serie de reformas de gran alcance para crear un Estado moderno, democrático y laico.
Atatürk, considerado comúnmente como sobrenombre o título, fue el nuevo apellido asignado a Mustafá Kemal como resultado de la Ley Sobre los Apellidos de 1934 —anteriormente, la población carecía de ellos y se conocía a la gente solo por su población de origen o por su ocupación—. Esa ley, aprobada por la Asamblea Nacional de Turquía (Türkiye Büyük Millet Meclisi), le adjudicó de forma unánime el apellido de «Atatürk» (que significa «padre» o «antepasado» turco) el 24 de noviembre de 1934.

## Biografía
Nacido Ali Rıza oğlu Mustafa ("Mustafa hijo de Ali Rıza") en la ciudad de Salónica, hoy parte de Grecia y conocida en turco como «Selânik» por su nombre bajo el Imperio otomano, se le dio el único nombre de Mustafá de acuerdo con la costumbre turca de ese tiempo. Su padre, Ali Rıza Efendi, era un oficial de aduanas que falleció cuando Mustafá era aún un niño, y su madre fue Zübeyde Hanım. El origen de su segundo nombre, Kemal (que significa perfección o madurez) no está claro. De acuerdo a Afet İnan, su profesor de matemáticas, el capitán Üsküplü Mustafa Efendi, le dio ese nombre «en admiración de su capacidad y madurez», mientras que de acuerdo a Ali Fuat Cebesoy, su profesor le dio el nombre para distinguirlo de otro de sus estudiantes que tenía el mismo nombre que Mustafa. Por otro lado, el biógrafo Andrew Mango sostiene que Mustafa eligió el nombre por sí mismo en honor al poeta nacionalista Namık Kemal. En memoria de sus logros en vida, su casa natal es hoy día consulado turco y museo.

### Inicios de su trayectoria
Durante la educación primaria asistió a la escuela de Şemsi Efendi, la primera escuela privada en Salónica que enseñaba conforme al nuevo método, pero al morir su padre tuvo que abandonar la escuela. Mustafá y su madre se mudaron a casa de su tío, al campo. Su madre lo crio y vivieron así durante algún tiempo. Mustafá Kemal trabajaba en la granja, pero su madre comenzó a preocuparse por su educación y, finalmente decidió que Mustafá fuese a vivir con una tía, hermana de su madre, a Salónica.
Hizo parte de la escuela secundaria en un liceo militar, donde recibió el sobrenombre de «Kemal» (el Perfecto) por parte de su profesor de matemáticas, en reconocimiento a su brillantez. Mustafá Kemal ingresó en la Academia Militar (Askeri İdadi) de Monastir (hoy Bitola, Macedonia del Norte) en 1895, donde destacó por su rectitud, laboriosidad y fuerte ambición. Instintivamente, poseía una visión global de los acontecimientos, que sabía valorar con exactitud y afrontaba los problemas de una forma radical. Igualmente, logró imponerse entre sus compañeros, gracias a los muy lúcidos y realistas comentarios que aportaba sobre los acontecimientos.
Mientras estudiaba en Monastir, la guerra turco-griega de 1897 proseguía. La creación de Estados independientes, que agrupaban a minorías que habían estado bajo la dominación del Imperio otomano, despertó por primera vez sentimientos patrióticos en los jóvenes militares del Imperio, entre los cuales se encontraba Mustafá Kemal. Este participó con ardor en las discusiones sobre la creación de una patria cuyas fronteras fueran definitivas, contrariamente a la inestabilidad del Imperio otomano, y se interesó por los problemas nacionales.

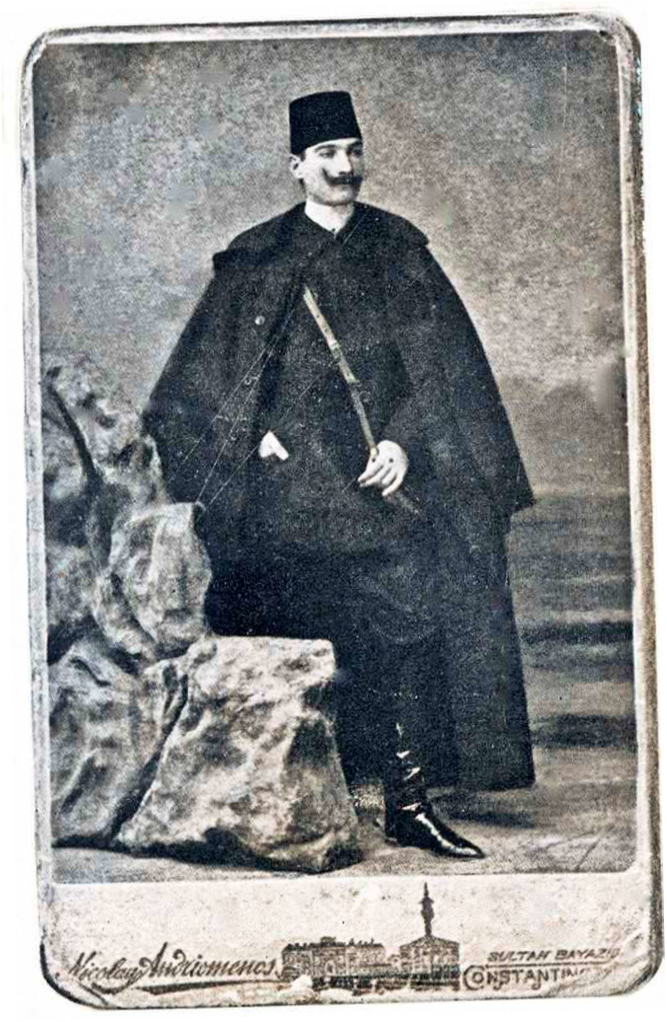
Kemal el día de su graduación de la Academia de Guerra en 1905.

Tras terminar con éxito sus estudios en la Escuela Militar, Mustafá Kemal se trasladó a Estambul y entró en la clase de infantería de la Academia Militar (Harbiye o Harp Okulu) el 13 de marzo de 1899. Dado que la libertad de expresión no existía bajo la administración monárquica del sultán Abdulhamid, organizó reuniones clandestinas para discutir con sus camaradas los medios de encontrar una solución a la grave situación política en la que se hallaba sumido el Imperio otomano. Además, a pesar de la severa disciplina de la academia militar, donde las discusiones políticas estaban totalmente prohibidas, editó un periódico clandestino destinado a los alumnos de la academia, para que tomaran conciencia de los problemas del país. Terminó su formación militar el 11 de enero de 1905 con el grado de capitán de Estado Mayor, a la vez que continuaba con sus reuniones clandestinas. Una de ellas fue denunciada y suspendida, y como consecuencia, Mustafá Kemal fue alejado de Estambul y destinado al V ejército en Damasco.

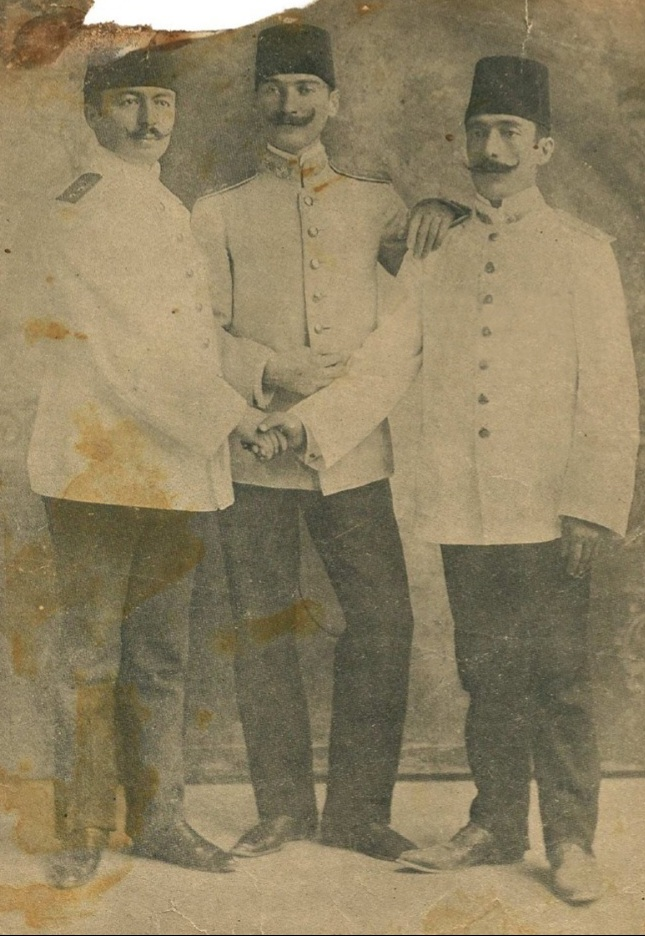
Oficiales internos para el estado mayor del ejército otomano en 1906. De izquierda a derecha: Halil, Mustafa Kemal y Lütfi Müfit.

Una vez en Damasco, Mustafá Kemal fundó una sociedad secreta, Vatan ve Hürriyet (Patria y Libertad) en 1906, en colaboración con un estudiante de Medicina y uno de sus íntimos amigos. Se transformó en activo opositor al régimen otomano. Su único objetivo era provocar la revolución. Aunque las directrices no estaban claramente tratadas ni definidas, el joven Mustafá Kemal tenía una idea clara de nación opuesta a la del imperio. En este aspecto supo aprovecharse de las aportaciones de la Revolución Francesa. Entonces había en Damasco muchos extranjeros, pero pocos susceptibles de compartir sus ideas revolucionarias, cuando lo que él buscaba era un terreno propicio para propagarlas.
A fin de divulgar en Macedonia estas ideas, Mustafá Kemal abandonó clandestinamente Damasco en dirección a Salónica, donde con sus antiguos amigos formó la segunda sección del comité Patria y Libertad. Tras su regreso a Damasco en 1907, fue destinado al Estado Mayor del III ejército en Salónica. Una vez allí, Mustafá Kemal se reencontró con sus antiguos compañeros, agrupados tanto en la asociación Vatan ve Hürriyet como en el Comité de la Unión y el Progreso (İttihat ve Terakki Partisi), comúnmente conocido como los Jóvenes Turcos, al que se afilió a pesar de que las ideas revolucionarias no coincidían con las suyas.
El 23 de julio de 1908 el Comité fomentó una revolución para proclamar la monarquía constitucional (Meşrutiyet). Tras ésta, Mustafá Kemal fue destinado a Trípoli, aceptando la misión de defender la última colonia otomana que quedaba en el norte de África.
De nuevo en Salónica, tomó parte en 1909 en el II Congreso del Comité Unión y Progreso. En este sugirió que el Comité se convirtiera en un partido político, que el ejército se mantuviera al margen de la política, que se impusiera el principio de igualdad y se estableciera una distinción entre los asuntos religiosos y los gubernamentales.
Ese mismo año, los Jóvenes Turcos derrocaron al sultán Abdülhamid II y Kemal se convirtió en una importante figura militar. En 1911 fue enviado al bajalato de Trípoli (posteriormente conocido como Libia), para tomar parte en la defensa contra la invasión italiana, en el marco de la Guerra Ítalo-Turca o guerra de Libia. Durante la primera parte de la Guerra de los Balcanes, Kemal permaneció en Libia, pero en julio de 1913 regresó a Estambul y fue nombrado comandante de la región militar de Galípoli, en la costa de Tracia oriental. En 1914, probablemente para alejarlo de las luchas por el poder en la capital, fue nombrado agregado militar en la embajada turca en Sofía (Bulgaria).

### La Primera Guerra Mundial
El Imperio otomano entró en la Primera Guerra Mundial del lado de Alemania. Kemal fue destinado a Rodosto (hoy Tekirdağ) a orillas del mar de Mármara para liderar la campaña. La zona a su mando incluía Galípoli. Allí, al frente de la 19.ª División tuvo una destacada actuación en las batallas de marzo y agosto de 1915 (esta última, en Sari Bair) defendiendo la zona contra el desembarco aliado (tropas inglesas, francesas y de ANZAC). En esas batallas labró su fama como brillante jefe militar y se convirtió en héroe nacional, por lo que se le otorgó el título de Paşa (comandante).

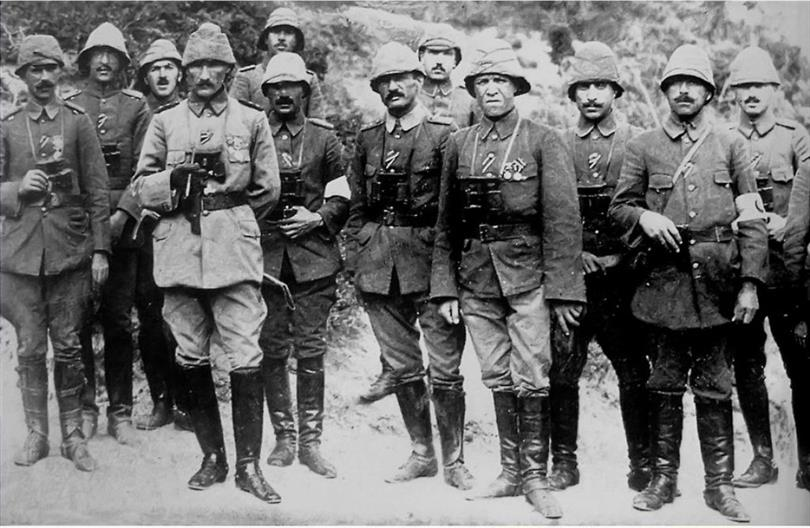
Mustafa Kemal como comandante de la 19.ª División, 1915.

Durante 1917 y 1918, fue destacado en el Cáucaso para luchar contra las fuerzas imperiales rusas, donde obtuvo nuevas victorias. Fue trasladado luego a Hiyaz, Arabia (hoy Arabia Saudita), donde la Revuelta árabe cobraba impulso. Progresivamente, se volvió más y más crítico de la incompetencia con que el gobierno del Sultán conducía la guerra, así como del control que el Imperio alemán ejercía sobre el sultanato. Renunció al mando y pidió la baja, pero finalmente acordó retornar al frente de las fuerzas otomanas en Palestina.

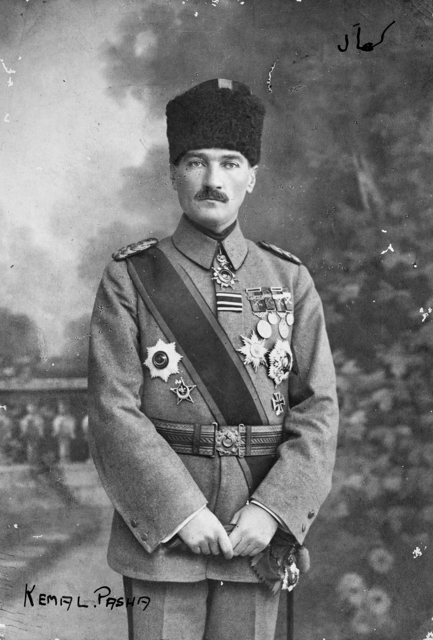
Mustafá Kemal Atatürk, comandante del 7.º ejército en Siria (1918).

En octubre de 1918 los otomanos capitularon, y Kemal fue uno de los líderes de la facción que favorecía la política de defender los territorios turcoparlantes del Imperio, aceptando al mismo tiempo, el retirarse de todos los territorios no turcos. El Armisticio de Mudros, firmado el 30 de octubre de 1918, selló la derrota de los Imperios Centrales frente a las potencias de la Triple Entente. Sus términos fueron prácticamente los de una capitulación incondicional, ya que, conforme al capítulo siete (el más importante), se reconocía a los Aliados la facultad de ocupar cualquier punto estratégico del territorio otomano que «pusiera en peligro su seguridad». Fue así como los ingleses ocuparon Mosul el 3 de noviembre de 1918, los franceses las ciudades de Anatolia Meridional, Urfa, Antep, Maraş, Adana y sus alrededores durante el mes de enero de 1919, y los italianos llegaron a Antalya el 29 de abril del mismo año. La presencia extranjera estaba prácticamente por todo el país.
El sentimiento nacionalista turco fue exacerbado por la ocupación griega de Esmirna en mayo de 1919. Mustafá Kemal decidió entonces marchar a Anatolia. El 16 de mayo de 1919, abandonó Estambul en un pequeño barco llamado Bandirma, y el 19 de mayo desembarcó en Samsun, en el mar Negro oriental, planeando organizar un movimiento de resistencia. Esta fecha es importante, ya que marca el comienzo de la guerra de Independencia turca. La ocupación de Esmirna fue ratificada luego por lo establecido en el Tratado de Sèvres; también la invasión de las tropas griegas, francesas y británicas que en junio de 1920 ocuparon Bursa, Uşak y Nazilli.

### Guerra de Independencia turca y proclamación de la República de Turquía

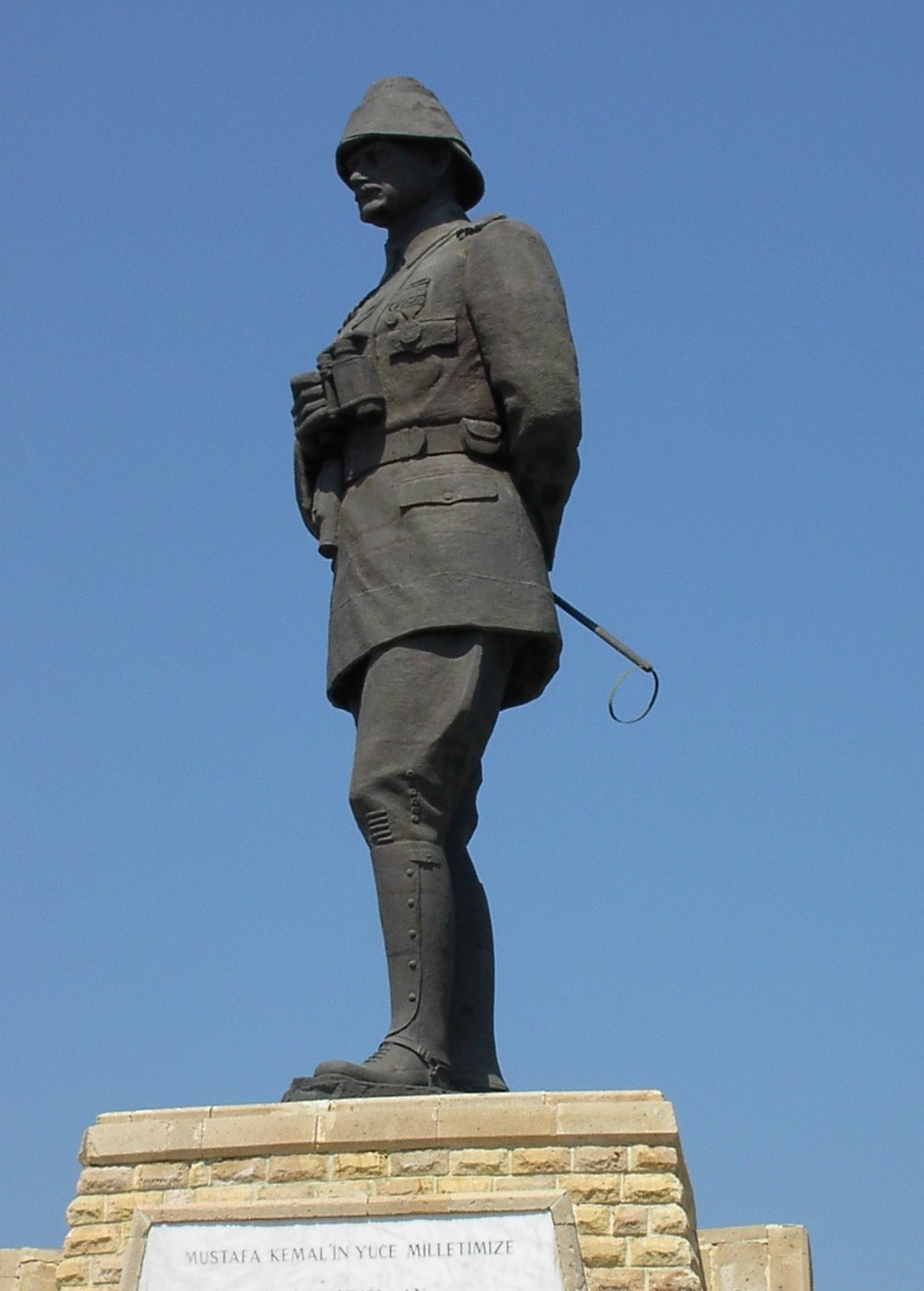
Estatua de Kemal frente a un campo de batalla en Galípoli.

El 23 de julio de 1919 se reunió en Erzurum el Primer Congreso Nacional Turco, el cual fue a su vez, el primer congreso nacional al que pudieron acudir representantes de las diferentes ciudades de Anatolia. Un grupo de representantes elegido durante el Congreso se encargó de preparar otro congreso en Sivas, a donde todas las ciudades de Anatolia enviarían un delegado. El 4 de septiembre de 1919 se reunió el Congreso de Sivas con la participación de representantes de todo el país, con el fin de hacer extensivo el estatuto aprobado en Erzurum a todas las provincias. Como consecuencia, se inició un período que duró tres años y que se caracterizó por la existencia de dos gobiernos paralelos: El nacionalista de Erzurum-Sivas (que pronto se transformó en la Gran Asamblea Nacional de Ankara) y el imperial de Constantinopla. Este período terminó cuando Ali Rıza Paşa envió a su ministro de Marina Salih Paşa a que intentara llegar a un acuerdo con Mustafa, gestión que fracasó completamente.
El 16 de marzo de 1920 tuvo lugar oficialmente la ocupación de la ciudad de Constantinopla por las potencias vencedoras, y la Cámara Imperial se vio obligada a disolverse. Poco después, Mustafá Kemal comunicó a la nación su decisión de convocar en Ankara una Asamblea Nacional. La Gran Asamblea Nacional se reunió por primera vez el 23 de abril. A raíz de la disolución de la Cámara de diputados de Estambul, los kemalistas invitaron a todos los diputados a reunirse en Ankara, poniendo como pretexto mantener el régimen del sultanato-califato.
Rápidamente se constituyeron diferentes grupos y tendencias. El objetivo de los kemalistas era el de reunir a todos los diputados en torno a un proyecto común: proseguir con la revolución de Anatolia. A pesar de la condena a muerte de que había sido objeto, Mustafá Kemal se opuso directamente al Gobierno imperial, apoyándose en la Gran Asamblea Nacional y demostrando que la revolución no era sólo labor de unos pocos resistentes aislados, sino que recibía el apoyo de todo el pueblo de Anatolia.
El primer acto de la Gran Asamblea Nacional fue promulgar una ley llamada de Traición a la Patria, por la que se resaltaba la legalidad del gobierno de Ankara, en contradicción a la falta de ella, en la del de Constantinopla. Simultáneamente se presentó a la Asamblea el problema de la estructura que debería darse al nuevo Estado, problema que fue solucionado por un memorándum de Mustafá Kemal en el que se afirmaba que no se podía concebir una autoridad más alta que la de la Gran Asamblea Nacional, en la cual se concentraban los poderes Ejecutivo y Legislativo. Se estipulaba además que el Gobierno estaría constituido por un Consejo elegido dentro de la Gran Asamblea Nacional y cuyo presidente sería el presidente de la Asamblea y el cual fungiría como Jefe del Estado.
La Asamblea Nacional adoptó el plan de Mustafá Kemal llamado Pacto Nacional (Misak-ı Milli). Por ese pacto se renunciaba sustancialmente a la dominación de las provincias no turcas, a cambio de la total e incondicional independencia de todas las áreas habitadas por turcos.
El 2 de mayo de 1920, la Asamblea nombró el primer Congreso Ejecutivo de Ministros. El 7 de junio del mismo año, la misma declaró nulos todos los actos del Gobierno de Constantinopla, concluidos después del 16 de marzo de 1920, día de la ocupación oficial de la ciudad (motivo por el cual no sería reconocido posteriormente el Tratado de Sèvres).
El Tratado de Sèvres fue preparado durante mayo de 1920 y enviado al sultán Mehmed VI Vahdettin para su firma. Este reunió al Consejo Otomano el 22 de julio, y el tratado fue firmado por los representantes del sultán el 10 de octubre de 1920. Kemal había sido enviado al este de Anatolia so pretexto de sofocar una revuelta, pero, en realidad, había sido para alejarlo de Estambul. Sin embargo, como contra jugada, aprovechó la oportunidad para abandonar la capital y fundar un movimiento nacionalista basado en Ankara. En abril de 1920, el Parlamento Provisional que estaba establecido en Ankara ofreció a Kemal el cargo de Presidente de la Asamblea Nacional, y el 19 de agosto rechazó el tratado y declaró traidores a la dinastía otomana y al Consejo Otomano (Divan).
La Gran Asamblea Nacional no reconoció el Tratado de Sèvres firmado por el gobierno imperial, lo que alejó aún más a los kemalistas del gobierno, disminuyendo la influencia religiosa del sultanato sobre la Gran Asamblea Nacional. Las fuerzas de ocupación perseguían dos objetivos: El desmantelamiento definitivo del Imperio otomano y asfixiar el naciente movimiento revolucionario kemalista.

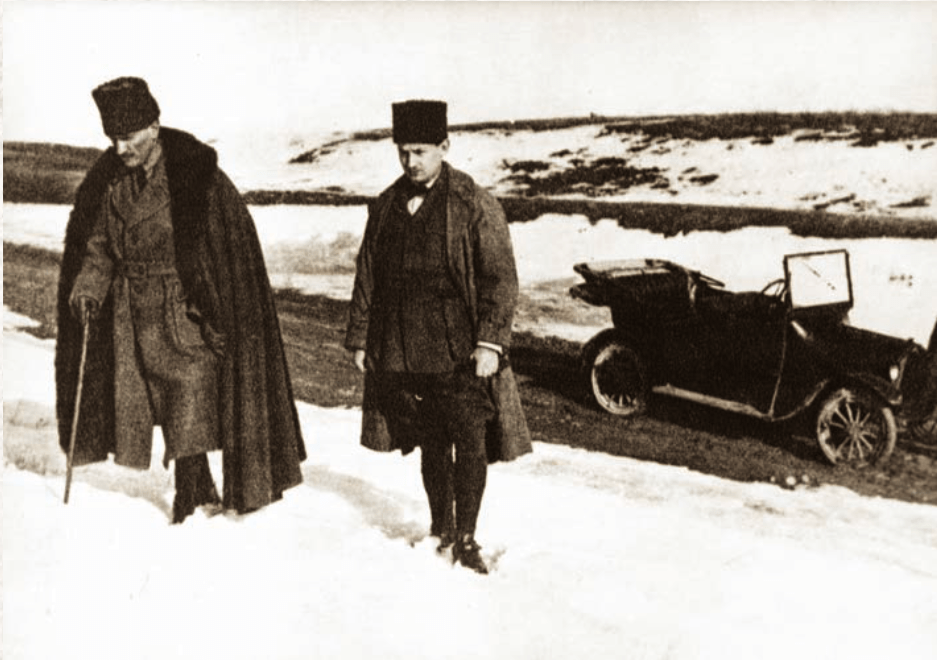
Kemal y su ayudante Ahmet Muzaffer en Ankara el 15 de febrero de 1921.

La siguiente cuestión que se planteó la Gran Asamblea Nacional fue la de su propia continuidad, ya que la realización de sus amplios fines hacía necesaria la estabilización de su existencia, para lo cual se dio entidad jurídica tanto a las atribuciones de la Asamblea como a su estructura. Poco después Mustafa Kemal presentó un proyecto de Constitución que fue aprobado por la Gran Asamblea Nacional el 20 de enero de 1921 bajo el título de Teşkilat-ı Esasiye Kanunu, es decir, la primera Ley Fundamental kemalista. Dicha Ley no era todavía una constitución republicana, ya que a pesar de no hacerse mención del Sultanato ni del Califato, no se hablaba tampoco de la República. Constaba de 23 artículos más uno transitorio único; los artículos 1 al 9 se referían al ejercicio de los tres poderes; los artículos 10 al 23 a la estructura administrativa del Estado. En los mismos se encontraba el germen de todas las futuras atribuciones de la Gran Asamblea Nacional, aun cuando éstas estaban limitadas por los principios de la ley islámica (shari'a).
Asimismo se instituyó, dentro del cuerpo constitucional, el principio de que la soberanía reside en la nación y se habló de la formación de un Gobierno de la Gran Asamblea Nacional en contraposición al Gobierno de Su Majestad Imperial el Sultán. Esa Constitución no contenía derechos fundamentales, sino solamente principios organizativos.

#### Cambio del curso de la guerra
Los griegos comprendieron la amenaza que significaban las fuerzas de Kemal para su posición en el oeste de Anatolia, por lo que avanzaron para hacerle frente. Los acontecimientos militares que se desarrollan durante 1921 y 1922 culminaron con la total expulsión de los griegos y la recuperación del área denominada  ‘turca’ en el Pacto Nacional de Atatürk. Esta defensa llevada a cabo para evitar la partición del territorio en colonias, mandatos o protectorados extranjeros, fue la acción más urgente del movimiento kemalista y supuso un gran éxito.

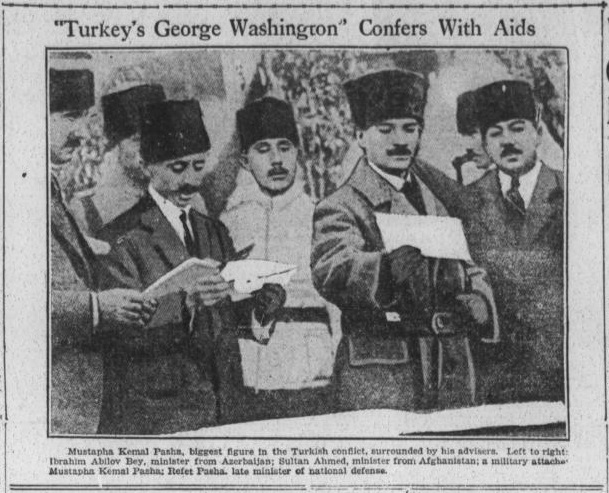
El Abilene Daily Reporter de Texas llamó a Mustafá Kemal «el George Washington de Turquía» el 13 de octubre de 1922.

Mustafá Kemal, comandante en jefe de las fuerzas armadas, preparó la Guerra de Liberación Nacional, según una estrategia inédita en la historia turca: Aprovechándose de todos los poderes de que disponía (militar, ejecutivo, legislativo y judicial), hizo que participara toda la población en el esfuerzo de la guerra, hasta las mujeres y los niños. La resistencia del pueblo turco contra el reparto de Anatolia evidenció que la liberación del país sólo podría realizarla un movimiento popular que transformara las resistencias regionales espontáneas en un ejército regular. Mustafá Kemal fue el primero en comprender esta realidad, consagrando todas sus fuerzas a la realización de este fin.
Esta movilización general despertó en el seno de la población profundos sentimientos patrióticos, que eran para Mustafá Kemal un elemento indispensable para fundar una auténtica conciencia nacional, germen de la nación turca. El principio kemalista de unión nacional, arma vital en el combate contra las fuerzas ocupantes, encontró su perfecta expresión.
El 23 de agosto de 1921 empezó la gran batalla de Sakarya, que duró veintidós días y veintidós noches seguidas, y en el curso de la cual las tropas turcas comandadas por Kemal y su lugarteniente İsmet İnönü (también conocido como İsmet Paşa) derrotaron al ejército griego. Kemal acudió en persona al frente, donde resultó herido. Tras la victoria de Sakarya, Mustafá Kemal se convirtió en un auténtico héroe nacional. Entonces, la Gran Asamblea lo promovió al rango de mariscal con el título de Gazi (vencedor). Gazi Mustafá Kemal, con la victoria de Sakarya, dio un impulso decisivo a la Guerra de Liberación y orientó entonces su actividad hacia la política exterior. El 13 de octubre de 1921, la Gran Asamblea firmó un tratado de amistad con las repúblicas soviéticas de Armenia, Georgia y Azerbaiyán.

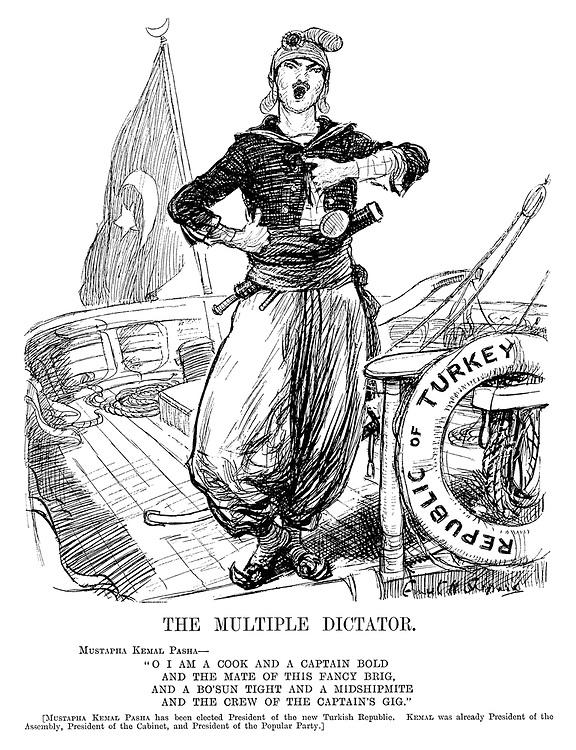
Una caricatura británica de 1923 satirizando el gobierno de Atatürk en Turquía.

El 20 de octubre se firmó el Acuerdo de Ankara, que preveía la retirada de las tropas francesas del territorio turco, garantizando la independencia política, militar y económica del país, y reconocía las aspiraciones nacionalistas de los kemalistas. Se trataba del primer reconocimiento oficial del movimiento kemalista por parte de una potencia occidental.
Estos acuerdos reforzaron la popularidad de la Gran Asamblea Nacional y de los kemalistas, que desde entonces mantuvieron sus esfuerzos contra el ejército griego. Como las relaciones turco-rusas y turco-francesas evolucionaban favorablemente para los nacionalistas, éstos podían centrarse en el problema de la ocupación griega. Pero ante los sucesivos éxitos de los kemalistas, Grecia convocó a las potencias de la Entente, especialmente a Gran Bretaña, para que apoyasen la situación bélica.
El 26 de agosto de 1922 se inició la batalla de Dumlupinar, preludio de la victoria final del movimiento nacionalista. El ejército griego fue diezmado y el 9 de septiembre los griegos fueron expulsados de Esmirna. El 11 de octubre se firmó un armisticio en Mudanya, mar de Mármara, por el cual se restablecía la soberanía turca en Tracia Oriental.
Las victorias de Kemal en la guerra de Independencia turca o Kurtuluş Savaşı —«Guerra de Liberación»— salvaron la soberanía y la integridad territorial de Turquía. Las potencias Aliadas invitaron tanto a los otomanos como al gobierno de Ankara a que asistieran a una conferencia de paz en Lausana (Suiza). El gran visir de entonces, Tevfik Paşa, se puso en contacto telegráfico con Mustafá Kemal a fin de lograr un acuerdo entre ambas partes antes de que la delegación turca fuera enviada a Suiza. Aprovechando estas circunstancias, la Gran Asamblea Nacional tomó la decisión de abolir el Sultanato. Como consecuencia, el Gabinete del sultán renunció y Mehmet VI Vahdeddin, último sultán otomano, partió hacia el exilio. Durante la Conferencia de Lausana (iniciada en noviembre de 1922 y que culminó con el Tratado de Paz firmado el 24 de julio de 1923), algunas disensiones en el seno de la Gran Asamblea Nacional obligaron a Mustafá Kemal a disolverla. Fue elegida poco después la segunda Gran Asamblea Nacional, que aprobó el Tratado de Lausana. Este tratado anuló el Tratado de Sèvres y Turquía recuperó la totalidad de Anatolia y el este de Tracia. Las fuerzas nacionalistas se hicieron con el control de Estambul después de la crisis de Chanak, y en noviembre de 1922 el gobierno provisional abolió oficialmente el sultanato. Once meses después se proclamó la República de Turquía, con Kemal como presidente de la misma.

### Presidente de Turquía

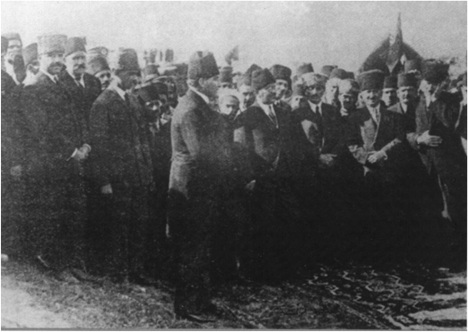
Una de las orientaciones políticas fue el desarrollo de una red de transporte en todo el país. En la foto, Atatürk habla en la ceremonia de colocación de la línea ferroviaria Samsun-Çarşamba (1924).

La República de Turquía fue fundada el 29 de octubre de 1923, y Atatürk elegido su primer presidente, cargo que conservaría hasta su muerte. El reconocimiento de la nueva República Turca por parte de las potencias permitió a Atatürk volver a centrarse en la reconstrucción interna del país a partir de 1923. El 3 de marzo de 1924 se abolió el Califato (último resto de la soberanía otomana, restringida al plano religioso, que recaía en el príncipe Abdul-Medjid). Excepto por breves períodos, se trató de un régimen de partido único (el Partido Republicano del Pueblo, Cumhuriyet Halk Partisi - CHP). Si bien Atatürk intentó la transición a la democracia organizando una oposición, no pudo realizarlo por lo que consideraba movimientos reaccionarios supuestamente instigados por los «países imperialistas». En todo caso, su prestigio era tan alto que durante la década de 1920 prácticamente no hubo oposición a su gobierno. Admiraba los aspectos antiimperialistas de la Unión Soviética, pero no fue comunista ni fascista.
Pero, por otra parte, Kemal era un ferviente nacionalista turco y estaba determinado a crear un Estado turco homogéneo. Por acuerdo con el gobierno griego, se realizaron intercambios masivos de población griega de Turquía y población turca de Grecia, lo que dio lugar a incidentes raciales serios (ver Intercambio de poblaciones entre Grecia y Turquía). Se sostenía que los kurdos no eran una etnia diferente, sino que se les denominó «turcos de las montañas», y su lengua y cultura fueron perseguidas.

## Las reformas

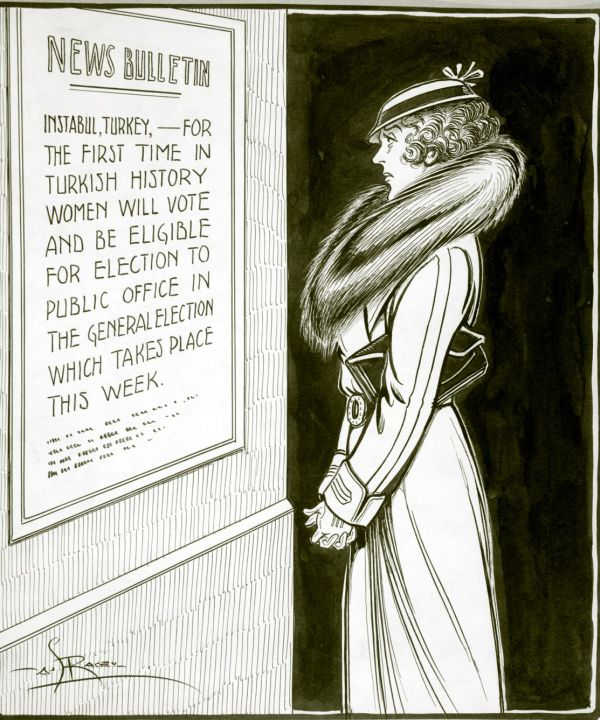
Viñeta política canadiense de una mujer en Quebec leyendo un cartel que dice:
"Boletín de noticias: por primera vez en la historia turca, las mujeres votarán y serán elegibles para el cargo público en las elecciones generales que tendrán lugar esta semana."
Las mujeres obtuvieron el derecho al voto en Turquía en 1930, pero el derecho al voto no se extendió a las mujeres en las elecciones provinciales de Quebec hasta 1940.

Si bien la mayoría de los turcos lo ven como el padre y salvador de su país, muchos lo acusan de ser un «extremista secular» que trató de emular a países europeos a cualquier precio. De acuerdo con sus propias palabras, Kemal creía que el secularismo y la «europeización» de Turquía eran los medios más aptos para transformar su país en una nación moderna. Su legado más duradero fue su campaña de laicismo y modernización que impuso a veces por la fuerza. El califato, es decir, la posición de cabeza nominal de la fe islámica de la que estaban investidos los sultanes otomanos, fue abolido en marzo de 1924. El título de paşa fue abolido también en 1934, con lo que Kemal Paşa volvió a ser simplemente Mustafá Kemal. Se cerraron las escuelas teológicas islámicas (madrazas), la sharia (ley islámica) fue reemplazada por un código civil basado en el suizo, y se adoptaron el Código Penal italiano y el Código de Comercio alemán.
Se alentó la emancipación de las mujeres, para lo que se estableció un conjunto de leyes. Mustafá Kemal se casó en 1923 con una mujer educada en Occidente, Latife Uşşaki, de quien se divorció en 1925. En diciembre de 1934 se dio a las mujeres el derecho a voto y a ser elegidas como miembros del parlamento.

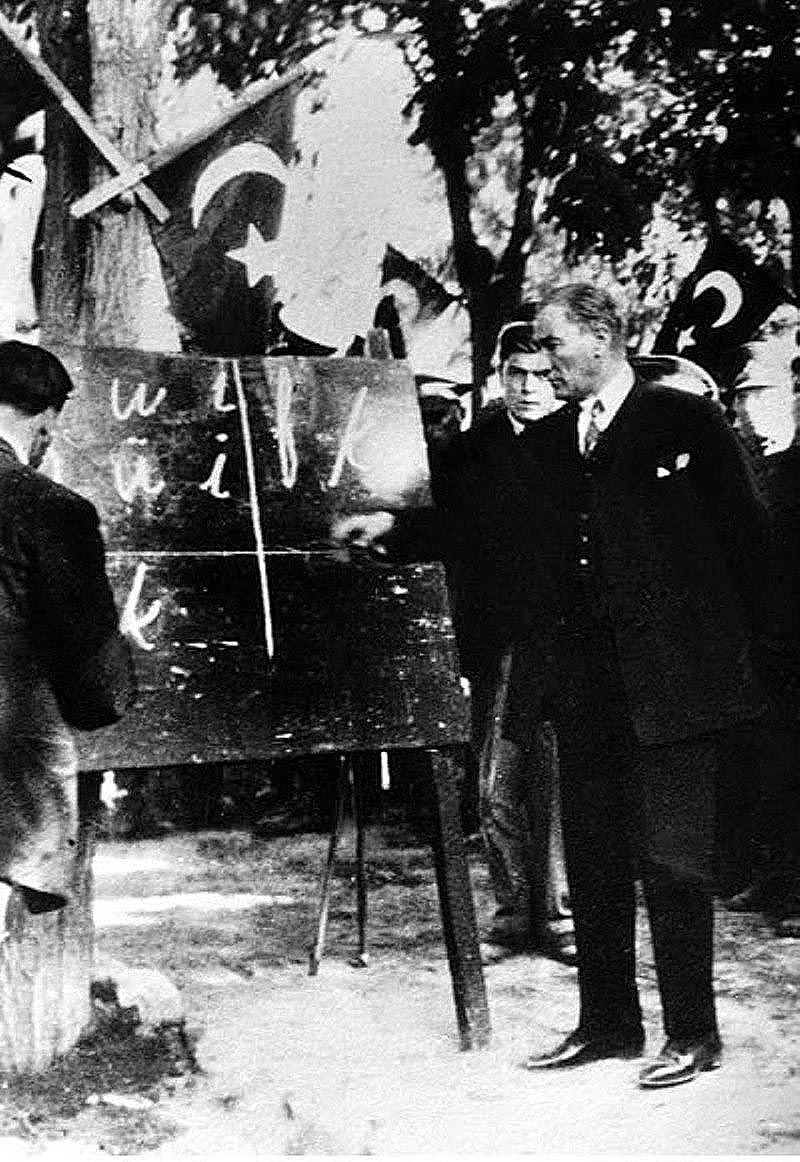
Atatürk enseñando el nuevo alfabeto (1928).

Kemal consideraba al fez, típico sombrero otomano, como un símbolo del feudalismo y ordenó su prohibición. Él mismo usaba vestimentas y sombreros de estilo europeo, y alentaba a sus compatriotas a que hicieran lo mismo. Se prohibió el uso de velo por las mujeres, se las instó a que usaran vestidos occidentales y se incorporaran al mercado de trabajo. En 1928 el gobierno decretó el reemplazo de la grafía árabe por un alfabeto latino modificado, más fácil de aprender y que facilitaba la publicación de materiales impresos. Todos los turcos entre seis y cuarenta años fueron obligados a regresar a la escuela para aprender el nuevo alfabeto. El idioma turco fue «purificado» mediante la eliminación de muchos términos árabes y persas y su sustitución por palabras turcas.

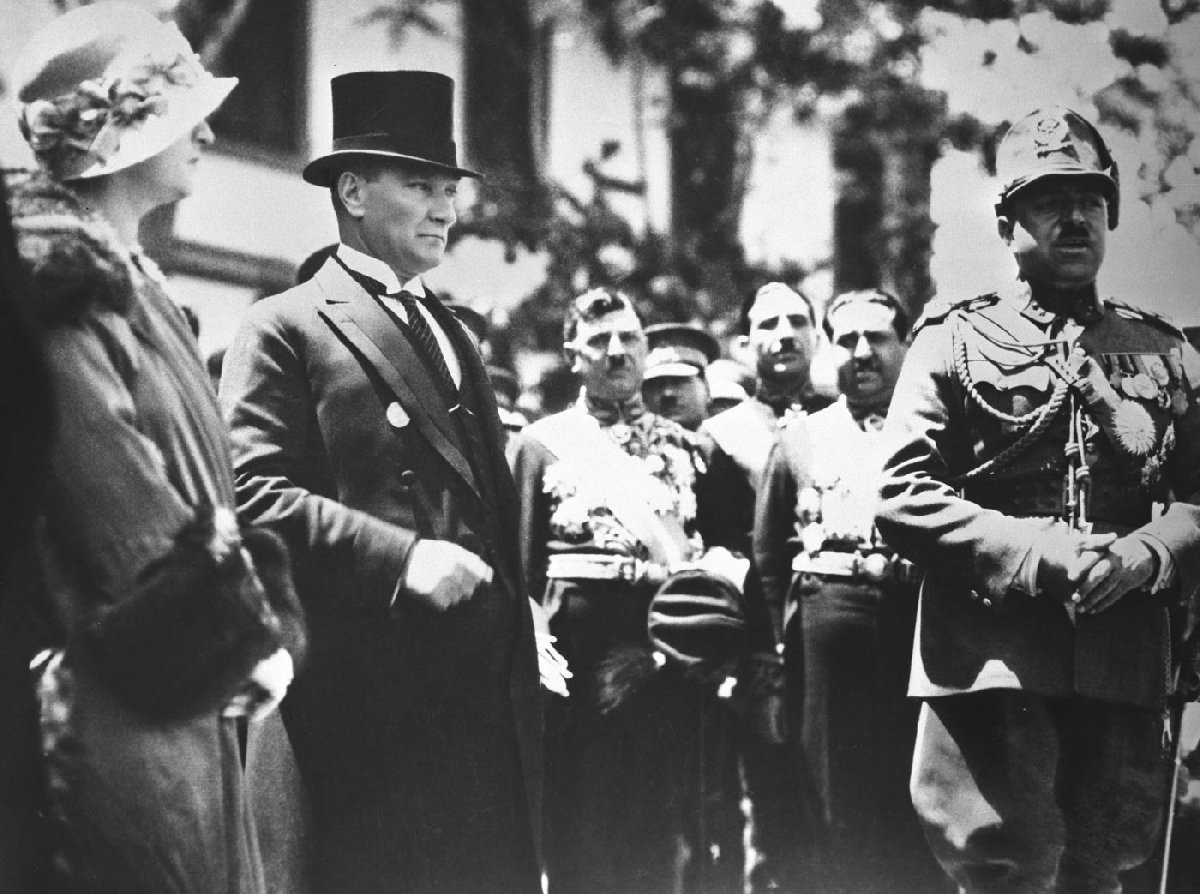
Mustafa Kemal Atatürk, en Ankara con el rey de Afganistán, Amanulá Khan (1928).

La representación visual de la figura humana había estado prohibida durante el Imperio otomano conforme a la fe islámica, y en contrapartida se establecieron nuevas escuelas artísticas para niños y niñas, así como un gran número de facultades de Bellas Artes. También se levantó la prohibición islámica sobre el alcohol. Kemal tenía gran aprecio por el licor nacional (el rakı) del que consumía cantidades importantes. En 1934 se ordenó que todos los ciudadanos turcos adoptasen un apellido (la costumbre, hasta entonces, era usar simplemente el nombre, seguido de referencias a los nombres de los padres), acuerdo que se convirtió en Ley, la cual fue aprobada en la Asamblea Nacional de Turquía, la que unánimemente asignó a Mustafá Kemal el apellido de «Atatürk» (que significa «padre» o «antepasado» turco) el 24 de noviembre de 1934.
Reformas llevadas a cabo por Mustafá Kemal Atatürk:
- Cierre de las escuelas religiosas y abolición de la Sharia (ley religiosa) (1924).
- Adopción de una Constitución (20 de abril de 1924).
- Adopta el calendario occidental (calendario gregoriano) (1925).
- Prohíbe el fez (25 de noviembre de 1925) y el velo; introduce la vestimenta occidental.
- Se introduce un nuevo Código Civil basado en el suizo; este código terminó con la poligamia y el divorcio por repudio e introdujo el matrimonio civil (17 de febrero de 1926).
- Elabora el primer censo de población (1927).
- Se declara la laicidad del Estado (10 de abril de 1928).
- Se sustituye el alfabeto árabe por el alfabeto latino (24 de mayo de 1928).
- Se concede el derecho de voto a las mujeres y el derecho a que se pueda votar por ellas en elecciones locales (1930).
- La llamada a la oración y las recitaciones públicas del Corán deberían hacerse en turco en vez de en árabe (1933).
- Se concede el derecho de voto a las mujeres y el derecho a ser elegidas en elecciones nacionales, pudiendo optar por tomar puestos de trabajo oficiales (1934).
- Se introdujeron los apellidos en sustitución del nombre único de tradición árabe (21 de junio de 1934). Mustafá Kemal adoptó el de Atatürk, Padre de los Turcos (24 de noviembre de 1934).
- Se proclamó el domingo como día de descanso (1935).

Dentro del programa de «occidentalización» de Atatürk, algunos cambios fueron más que simbólicos: El cambio de caracteres árabes a caracteres latinos, la adopción del calendario cristiano en lugar del musulmán y del domingo como el día festivo semanal en lugar del viernes, el uso de vestimentas occidentales incluyendo el sombrero, en lugar del turbante o el fez, y la adopción de apellidos hereditarios. Otras medidas, como la promulgación del código de leyes europeo, fueron esenciales para la incipiente revolución social y económica.
En 1931 el Partido Popular Republicano (que Kemal había fundado) definió los principios ideológicos del régimen. Estos seis principios eran: republicano, nacionalista, popular, estatista, laico y revolucionario. Antes de esto, en 1930, Kemal Paşa encargó a Fethi Bey que organizase un partido de oposición que facilitara la transición a la democracia plena. La principal diferencia de principios del Partido Liberal de la República (Serbest Cumhuriyet Fırkası) se basaba en el liberalismo económico contra el estatismo del CHP. Pero luego de algunas actitudes de los miembros del nuevo partido que el gobierno consideró reaccionarias, Fethi Bey disolvió la organización.
Atatürk dio a Turquía un nuevo prestigio en el ámbito internacional por sus logros en los campos militar y político, coronado en julio de 1936 con la restauración de la soberanía turca sobre los Estrechos de acuerdo con la Convención de Montreux. Atatürk era aún muy popular cuando murió el 10 de noviembre de 1938, en el Palacio de Dolmabahçe de Estambul, debido a complicaciones de una cirrosis probablemente causada por su hábito de beber y agravada por fumar en exceso y mantener un estilo de trabajo agotador (solía permanecer estudiando hasta muy altas horas de la noche).

### Derechos femeninos

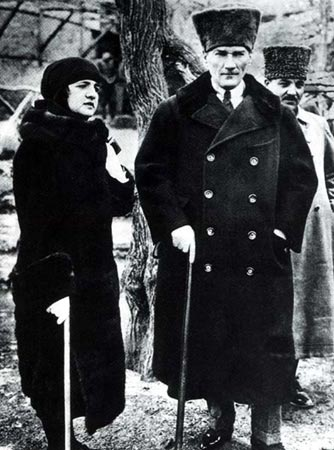
Mustafa Kemal Atatürk y Latife Uşşaki, durante un viaje (1923).

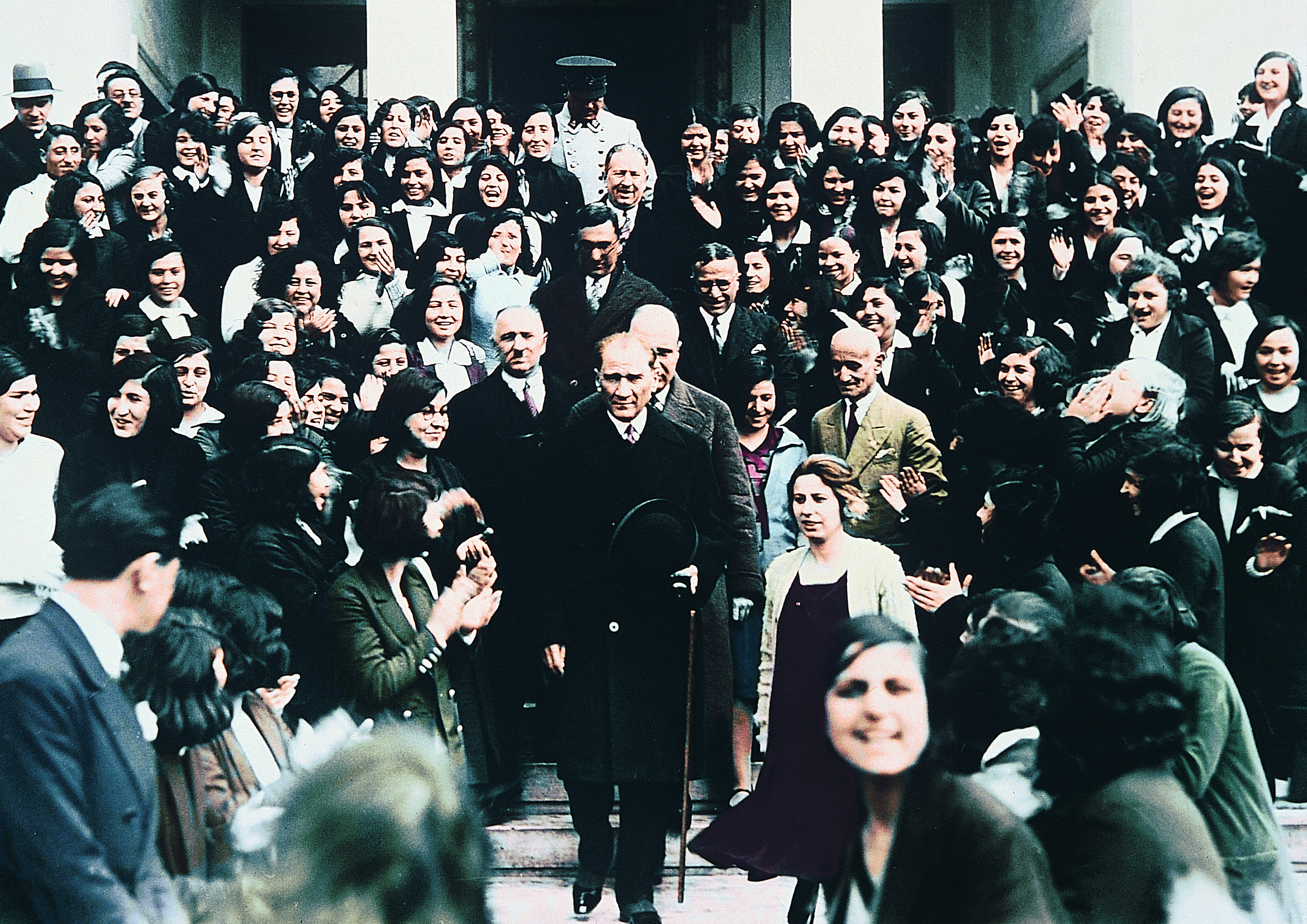
Atatürk visita una escuela el 1 de febrero de 1931.

Atatürk consideró y alabó la importancia vital de las mujeres en la sociedad turca y realizó numerosas reformas para conceder una igualdad de derechos y oportunidades para las mujeres turcas que no habían podido disfrutar durante el Imperio otomano. Mustafá Kemal se casó en 1923 con una mujer educada en Occidente, Latife Uşşaki, de quien se divorció en 1925. El nuevo Código Civil, adoptado en 1926, abolió la poligamia y reconoció la igualdad de derechos de las mujeres en cuanto al divorcio, la custodia de los hijos y la herencia. El sistema educativo en su conjunto, desde la escuela primaria hasta la universidad, brindaba las mismas oportunidades tanto a hombres como mujeres. Atatürk admiró enormemente el apoyo que las mujeres brindaron durante la guerra de Independencia turca (1919-1923) y elogió sus numerosas contribuciones:

En la sociedad turca, las mujeres no se han quedado atrás frente a los hombres en cuanto a la ciencia, la educación y la cultura. Se puede decir que ellas han sido incluso más adelantadas.

Otorgó, en definitiva, a las mujeres las mismas oportunidades que a los hombres en una época en la que en muchos países de Europa no se les reconocía, como en el campo de la política. Así, en diciembre de 1934 se dio a las mujeres el derecho a voto y a ser elegidas como miembros del parlamento. A mediados de los años 1930, dieciocho mujeres, entre ellas una campesina, fueron elegidas y obtuvieron un escaño en el Parlamento Nacional Turco. Más tarde, Turquía tendría el honor de tener el primer miembro femenino de un Tribunal Supremo en el mundo.

## La cultura y las artes
Atatürk declaró una vez: «La cultura es la base de la República turca». Su percepción de la cultura incluyó tanto el legado creativo propio de su nación como lo que él percibió como los valores más admirables de la civilización mundial, y puso énfasis en el humanismo por encima de todo. En su día describió el pilar ideológico de la Turquía moderna como «una creación de patriotismo mezclado con el ideal humanista más alto».
Para asistir en la creación de tal síntesis, Atatürk subrayó la necesidad de utilizar los elementos de la herencia nacional turca y de la Anatolia primigenia —incluyendo a sus antiguas culturas autóctonas—, así como las artes y técnicas de otras civilizaciones mundiales, pasadas y presentes. Enfatizó el estudio de las primeras civilizaciones anatolias, como los hititas, frigios, y lidios. La cultura preislámica propia del pueblo turco —originario de Asia Central— fue sometida a una investigación exhaustiva, destacando el hecho de que, mucho antes que los otomanos y selyúcidas, los turcos habían tenido un rico pasado cultural. Atatürk también insistió en el folclore y las tradiciones ancestrales del país como un renacimiento de la creatividad turca.

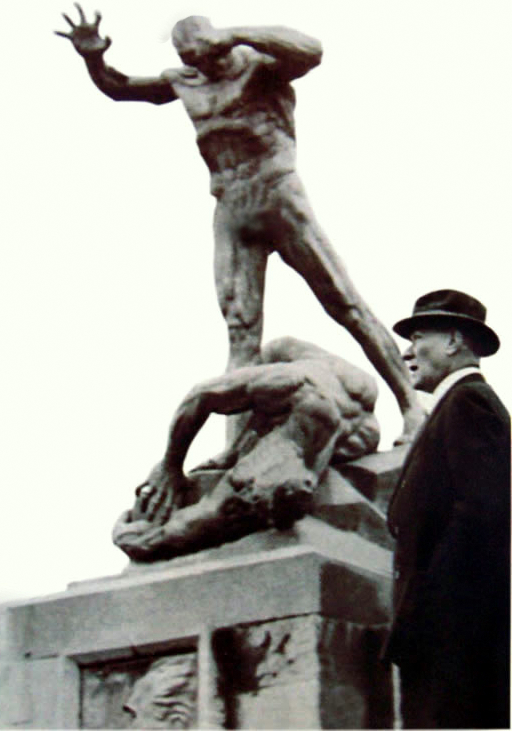
Atatürk y el Gran Monumento a la Victoria en Afyon (1937). La figura en el pie es el poder turco que ataca por plena independencia; Las figuras en el terreno representaban al imperialismo que fue derrotado por las fuerzas turcas.

Las artes plásticas y visuales —cuyo desarrollo había sido de vez en cuando obstaculizado por algunos funcionarios otomanos que afirmaban que la representación de las formas humanas, de acuerdo con el islam, desembocaba en la idolatría— prosperaron durante la presidencia de Atatürk. Se inauguraron muchos museos, la arquitectura comenzó a seguir tendencias más modernas, y la música occidental clásica, la ópera y el ballet, además del teatro, tuvieron un papel más importante en la cultura del país. Numerosas instituciones culturales a lo largo del país permitieron un mayor acceso a una amplia variedad de actividades artísticas, deportivas y otros acontecimientos culturales. Los libros y las publicaciones aumentaron en número a su vez, así como la industria cinematográfica comenzó a desarrollarse.
El principal esfuerzo se hizo en el plano educativo. La educación turca ha estado desarrollándose como un sistema nacional desde el establecimiento de la República en 1923. La diversidad de la educación era característica del Imperio otomano. Comenzando en 1923 el sistema ha sido progresivamente occidentalizado en cuanto a administración, organización y métodos. Una educación que satisficiera las necesidades de la Turquía moderna requería nuevos planes de estudio, nuevos métodos, nuevos materiales y nuevas instituciones.
Se abolieron los dos planes de estudios del período otomano (uno en turco y francés para civiles y militares en sus escuelas especializadas, y otro en árabe para los hombres de religión musulmana en sus madrazas), y en su lugar implantó un programa educativo único. La educación pasó a ser gratuita y laica en todos los niveles, la primaria se hizo obligatoria para ambos sexos, y la secundaria y superior pasaron a ser enseñanzas mixtas. La educación turca se basó en principios democráticos, y su objetivo principal fue el desarrollo del potencial individual, el pensamiento independiente y las actitudes democráticas. Un vasto conjunto de oportunidades educativas fueron proporcionadas por el Gobierno turco.
En 1928 se elaboró un decreto por el cual se proclamaba a todos los ciudadanos turcos, hombres y mujeres, alumnos de la Escuela Nacional. Se designó como director de ésta al presidente de la república, Gazi Mustafa Kemal Paşa, y pronto se le pudo ver delante de una pizarra en un parque público enseñando el nuevo alfabeto. Durante el año escolar de 1923-24 había 5905 estudiantes en las escuelas de educación secundaria, y en solo diez años esta cifra alcanzó los 95 332 estudiantes. Se progresó en las enseñanzas técnicas y profesionales. Durante el mismo año escolar había únicamente quince escuelas, con 1761 alumnos. Diez años después, el número de escuelas superiores había pasado a 64, con 7715 alumnos. Para enseñanzas universitarias había una única universidad en Estambul.
Mustafa Kemal tenía una visión secular y nacionalista del desarrollo de la moderna Turquía. Se opuso denodadamente a la expresión de la cultura islámica, ajena y reciente en su opinión a la idiosincrasia del pueblo turco. El uso de los caracteres arábigos en que se escribía el turco otomano fue abolido y el Estado implantó un nuevo alfabeto latino. El vestido tradicional islámico fue proscrito y los nuevos códigos de vestimenta fueron puestos en práctica.

## Atatürk y su relación con Hitler, Mussolini y el fascismo español
Adolf Hitler dijo sobre Atatürk que «Mussolini es su primer discípulo y yo soy su segundo discípulo». En otra ocasión, el canciller alemán lo definió como «creador genial de la nueva Turquía». Los medios alemanes en la República de Weimar cubrieron extensamente la guerra en Anatolia. Stefan Ihrig sostiene que la guerra de Independencia turca tuvo un impacto más definido en el putsch de Múnich que la marcha de Mussolini sobre Roma. Los alemanes, incluido Adolf Hitler, querían abolir el Tratado de Versalles, al igual que se abolió el Tratado de Sèvres. Por esta razón, Hitler llamó a Atatürk como «una estrella que brilla en la oscuridad». Otro de los admiradores del líder turco fue el dirigente falangista Ramiro Ledesma Ramos, uno de los principales teóricos del fascismo español, que dedicó una página entera de manera entusiasta en el semanario La Conquista del Estado tanto a la revolución turca como a su hacedor, además de considerarlo como uno de los principales revolucionarios nacionalistas de su tiempo.
Adoptó para Turquía el Código Penal italiano y envió varias delegaciones a Roma para conocer de primera mano las distintas organizaciones adscritas al Partido Nacional Fascista, estableciendo políticas económicas y propagandísticas muy similares desde entonces. Asimismo, Atatürk promovió en la década de 1930 una política racial turca peculiar, la cual se sintetizaba en que los habitantes ancestrales de Anatolia eran los «turcos puros», excluyendo a otras minorías.

## Legado

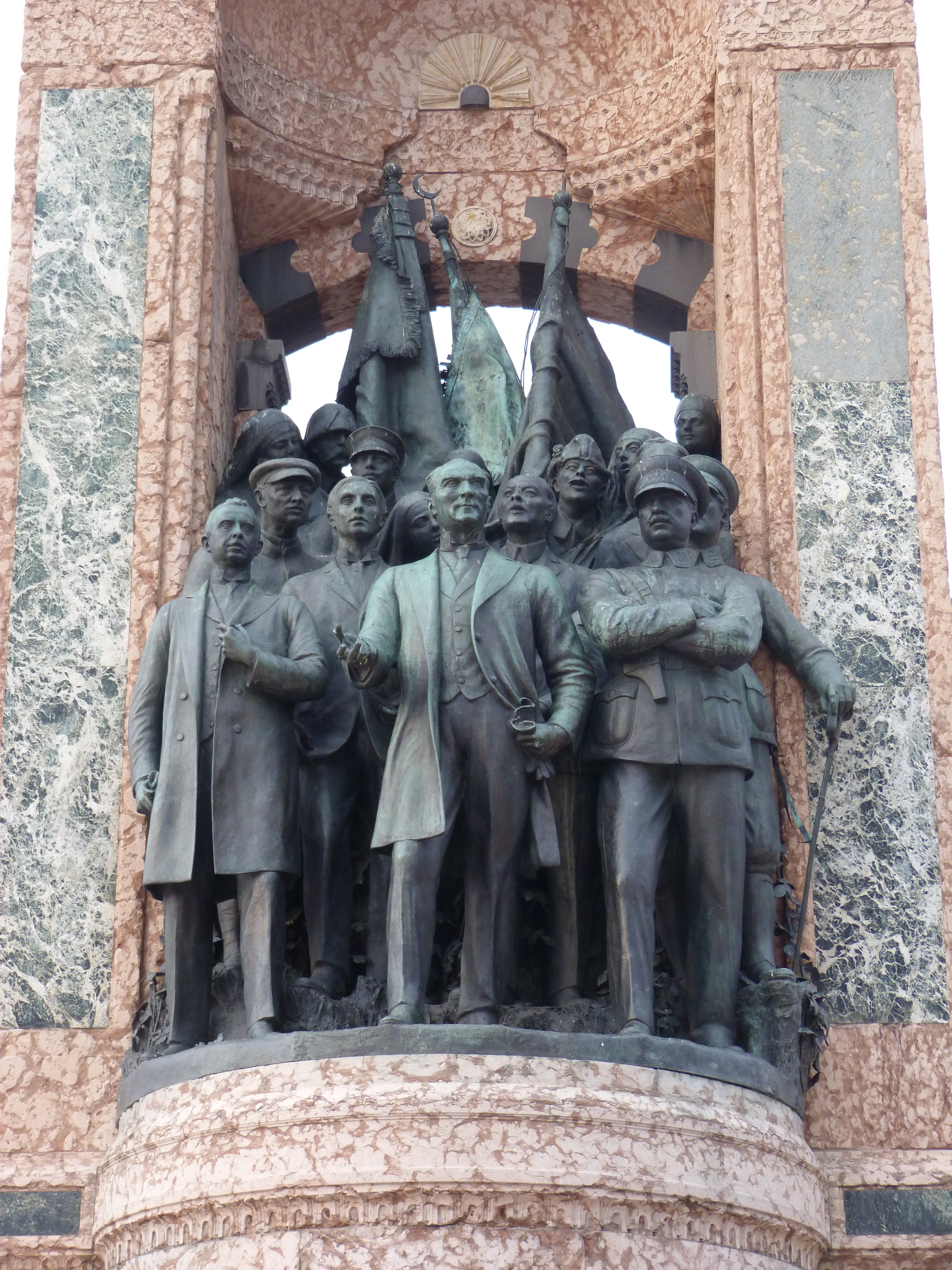
Monumento a la República, en la Plaza Taksim de Estambul, con estatuas de Mustafa Kemal Atatürk, İsmet İnönü, Fevzi Çakmak, y también otros como Frunze y Voroshílov.

Como líder del movimiento nacional de 1919-1923, Atatürk fue descrito por los Aliados y el conocido periodista de Estambul Ali Kemal como «jefe ladrón», Lord Balfour en este contexto lo llamó el «más terrible de todos los terribles turcos» (most terrible of all the terrible Turks).
El sucesor de Atatürk, İsmet İnönü, alentó un culto póstumo a Kemal que ha sobrevivido hasta hoy, aun después de la introducción de un sistema democrático genuino tras la Segunda Guerra Mundial y la pérdida de poder relativo del CHP. La imagen y el nombre de Atatürk se ven y oyen en todas partes de Turquía: su retrato se halla en todos los edificios públicos, en los billetes y en las monedas, y en las casas de muchas familias turcas. Gigantescas estatuas del «Padre de la Patria» se alzan en Estambul y otras ciudades, como la Máscara de Atatürk en Esmirna. Un gran mausoleo guarda sus restos en una colina de Ankara, y muchas obras públicas llevan su nombre, como el aeropuerto internacional de Estambul o el Puente Atatürk sobre el Cuerno de Oro, además del Estadio Olímpico Atatürk, ubicado en Estambul. Cada 10 de noviembre, a las 9:05 (el día y la hora exacta de su muerte, acaecida en 1938) tienen lugar en toda Turquía ceremonias conmemorativas en las que el pueblo turco rinde homenaje a su memoria con un minuto de silencio.

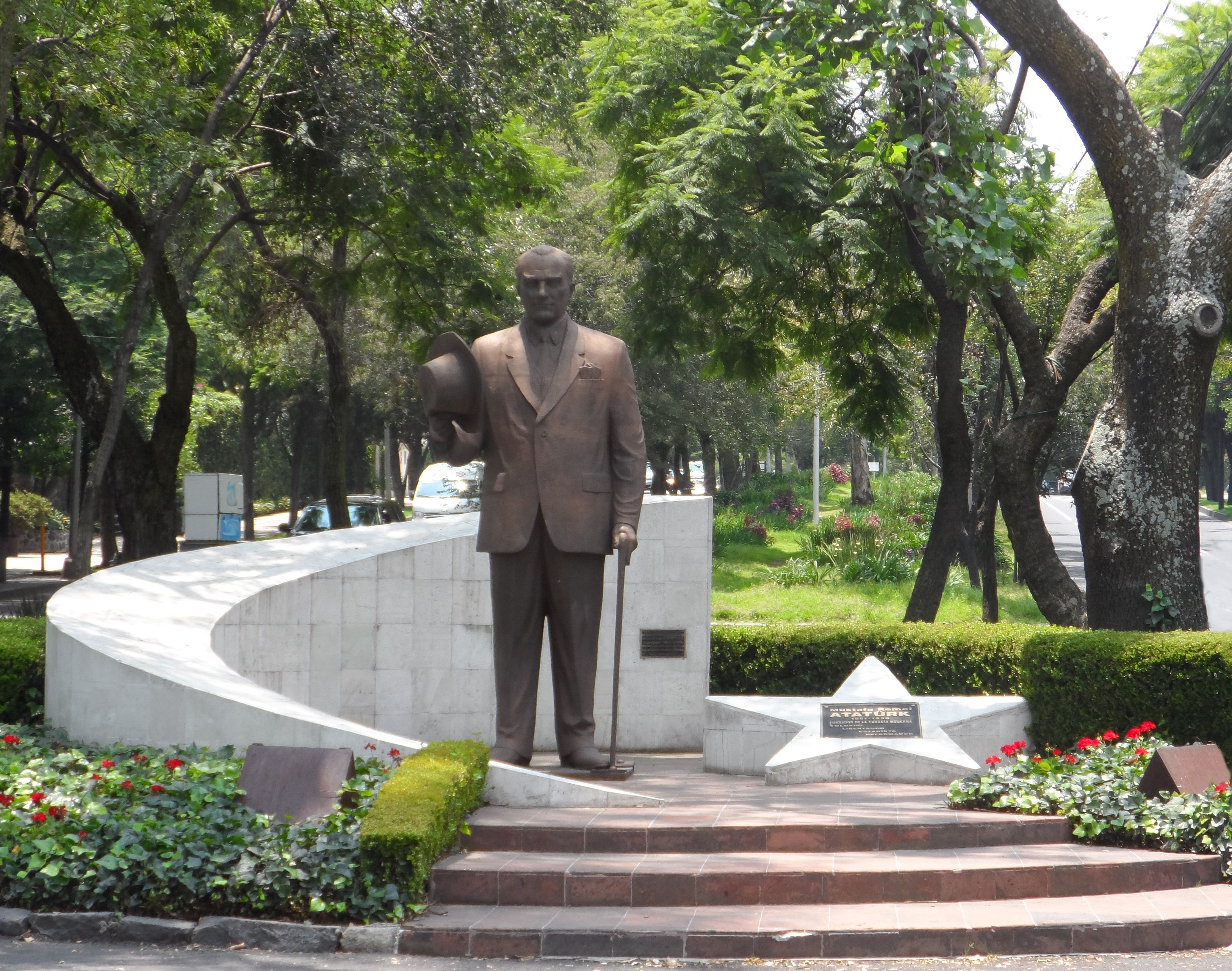
Estatua de Atatürk en el Paseo de la Reforma en la Ciudad de México.

Pocos países han sido cambiados tan profunda y permanentemente por un solo gobernante como Turquía lo fue por Atatürk. A diferencia de lo ocurrido en otros países, las reformas que él impulsó han revelado ser más duraderas. Si bien por naturaleza era autoritario, tuvo la suficiente visión para crear un sistema político en que la democracia pudiera funcionar sin inconvenientes. Sus reformas laicistas y revolucionarias han mostrado ser permanentes hasta hoy, y dieron a Turquía paz interna y una cierta prosperidad aún mientras vivía. Pero el kemalismo dejó también una Turquía de identidad dividida: europeizada pero no suficientemente europea, extraña al mundo islámico pero aún musulmana.
El legado de Atatürk sobrevive asimismo en las fuerzas armadas turcas, que se ven a sí mismas como guardianas de la independencia, el laicismo y el nacionalismo. Fueron oficiales kemalistas los que dieron los golpes de Estado de 1960 y 1980, en defensa de lo que interpretaban como los principios de Atatürk contra los políticos corruptos, y aún hoy el gobierno islámico moderado trata con sumo cuidado ciertas cuestiones sensibles, como las de Chipre y el separatismo kurdo, por temor a ofender el sentimiento kemalista de las fuerzas armadas. La influencia militar en asuntos políticos es un obstáculo para la aceptación de Turquía como miembro pleno de la Unión Europea.
La revolución social y política que Mustafa Kemal Atatürk impuso a Turquía sirvió de modelo para que otros líderes nacionalistas, entre los que destaca Gamal Abdel Nasser, impulsaran medidas semejantes en otros países del Oriente Próximo.